# أحمد الإسكندري
الشاعر أحمد علي عمر الإسكندري (1292 هـ - 1357 هـ / 1875 - 1938م)
ولد في مدينة الإسكندرية، وعاش في الفيوم والمنصورة، وتوفي في القاهرة. تلقى دراسته في المعاهد الأزهرية، التحق بعدها بمدرسة دار العلوم العليا بالقاهرة، فتخرج فيها عام 1898. اشتغل مدرساً، ثم ناظراً لمدرسة المعلمين بالفيوم، فالمنصورة، ثم انتقل للتدريس بدار العلوم، عام 1907 وقضى فيها بقية عمره، في عام 1911 حضر مؤتمر المستشرقين باليونان، قدم فيه بحثاً عن «اللهجات العامية» مدافعاً عن الفصحى. انتدب للتدريس بكلية الآداب بالجامعة المصرية، واختير عضواً بالمجمع اللغوي عند إنشائه 1934. أصدر عدة مؤلفات عن الأدب العربي في مختلف عصوره، وعدداً من الكتب المدرسية لتعليم الناشئة.

## الإنتاج الشعري
شعره أخلاقي تهذيبي، أدخل في النظم، صنعه لتوجيه الطالب وتهذيبه وتقويم لغته، فمع الهدف الوطني والأخلاقي يأتي الاعتزاز بالعربية، وبالعروبة، والعقيدة. ليس له ديوان، وقد انصرف جهده إلى الأدب وتاريخه وتيسير النحو والبلاغة، وفي هذا السياق وضع عدداً من القصائد والقطع في هذه الكتب، وفي الدوريات.

## الأعمال الأخرى
له مؤلفات أهمها:
- «تاريخ الأدب العربي في العصر العباسي» مطبعة السعادة - القاهرة 1912
- الوسيط في الأدب العربي وتاريخه بالاشتراك مع مصطفى عناني،

ومؤلفات مدرسية منها:
- نزهة القاري للمدارس الثانوية، في أربعة أجزاء
- المنتخب من أدب العرب لطلاب المدارس الثانوية بالاشتراك مع طه حسين

وله بالاشتراك مختارات من النصوص.